# Acacia brachypoda
Acacia brachypoda é uma espécie de leguminosa do gênero Acacia, pertencente à família Fabaceae.